# Giulia Molino-Colombini
Giulia Molino-Colombini (Torino, 22 maggio 1812 – 3 agosto 1879) è stata una scrittrice, poetessa e pedagoga italiana.

## Biografia
Borghese di buona famiglia, sposò Gian Lorenzo Colombini, un medico condotto di Miradolo (una frazione del comune San Secondo di Pinerolo), di cui, con il figlio Camillo appena nato, rimase vedova a 22 anni. Iniziò a scrivere e allo stesso tempo a interessarsi di pedagogia e politica. Aderì agli ideali risorgimentali che la spinsero a scrivere i Canti alle città italiane e nel 1848 diventò una fervente sostenitrice di Vincenzo Gioberti.
In un periodo in cui il tasso di analfabetismo tra la popolazione nel Regno d’Italia superava il 70%, in maggioranza donne di tutte le classi sociali, Giulia Molino-Colombini si occupò principalmente dell'educazione delle donne, in quanto sostenitrice della necessità della donna di avere una cultura solida, che contenesse anche una filosofia del senso comune come base della virtù e della religione. La sua casa a Miradolo diventò una sorta di cenacolo letterario, frequentato oltre che dallo stesso Gioberti, anche da Niccolò Tommaseo, Silvio Pellico e Terenzio Mamiani, l'ultimo ministro della Pubblica Istruzione del Regno di Sardegna nel governo presieduto da Cavour.
È sepolta nel famedio del cimitero monumentale di Torino, nelle vicinanze delle tombe degli amici Pellico e Gioberti.
A lei è stato intitolato l'istituto magistrale Giulia Molino Colombini di Piacenza, situato al numero 51 di via Beverora.

## Opere (selezione)
- Sull'educazione della donna (1869)
- Lettere di una giovane madre che vuol educare da sé la sua bambina (1873)
- Canti alle città italiane
- Pensieri e lettere sulla educazione della donna in Italia
- Logica ad uso delle giovanette